# Artediellichthys nigripinnis
Artediellichthys nigripinnis – gatunek morskiej ryby skorpenokształtnej (Scorpaeniformes) z rodziny głowaczowatych (Cottidae), jedyny przedstawiciel rodzaju Artediellichthys. Występuje w wodach Oceanu Spokojnego na głębokościach 200–815 m. Osiąga długość 13,7 cm.